# Aqua (альбом Asia)
Aqua — четвертий студійний альбом англійської групи Asia, який був випущений 8 червня 1992 року.

## Композиції
1. Aqua, Pt. 1 — 2:27
2. Who Will Stop the Rain? — 4:35
3. Lay Down Your Arms — 4:14
4. Heaven on Earth — 4:54
5. Someday — 5:48
6. Crime of the Heart — 5:57
7. A Far Cry — 5:30
8. Back in Town — 4:09
9. Don't Call Me — 4:55
10. Love Under Fire — 5:15
11. The Voice of Reason — 5:37
12. Aqua, Pt. 2 — 2:14

## Склад
- Джефф Даунс[en] — клавішні
- Ел Пітреллі — гітара
- Карл Палмер — ударні, перкусія
- Джон Пейн[en] — вокал, бас-гітара

## Додаткові музиканти
- Ентоні Глінн — гітара
- Саймон Філліпс — ударні
- Найджел Глоклер — ударні